# Japanischer Garten Athen

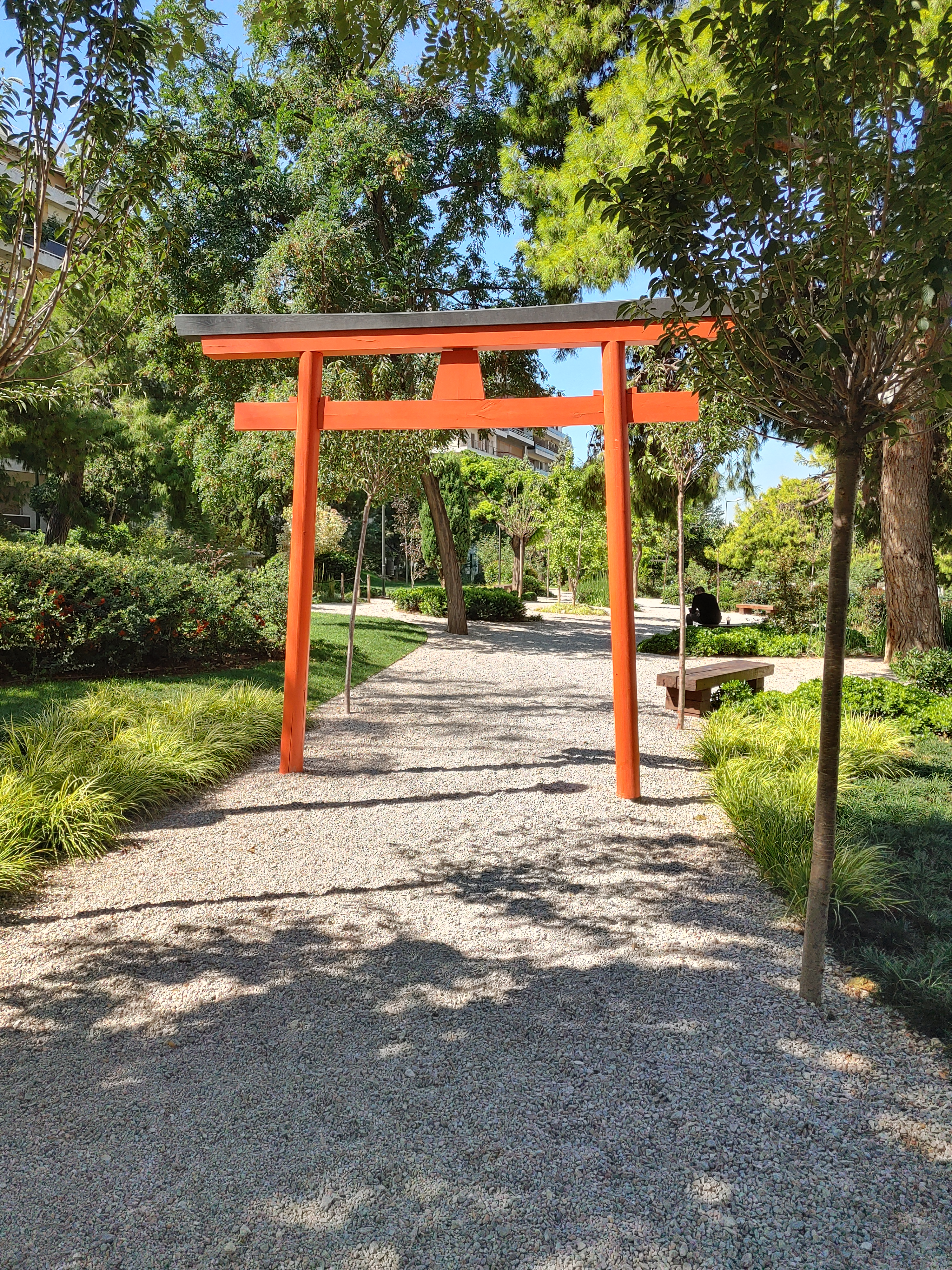
Torii im japanischen Garten Athen

Der Japanische Garten Athen (griechisch Ιαπωνικός Κήπος Αθήνας) ist eine öffentliche Grünanlage im Stadtzentrum von Athen. Der 2021 im Stadtteil Pangrati eröffnete Park ist der erste seiner Art in Griechenland.

## Beschreibung
Die Idee für einen japanischen Garten in Athen ging von Dimos Vratsanos, Präsident der Gesellschaft für griechisch-japanische Freundschaft, aus. Die Umsetzung erfolgte im Rahmen des Stadterneuerungsprogramms Υιοθέτησε την πόλη σου (sinngemäß Nimm Dich der Stadt an). Finanziert wurde das Projekt durch den Sponsor Japan Tobacco International, der auch die Kostenübernahme für die Pflege des Parks in den ersten drei Jahren zugesagt hat. Zuvor hatte der Konzern in Athen bereits die Neugestaltung und Pflege der Gartenanlagen vor dem Archäologischen Nationalmuseum übernommen. Das Projekt zur Umgestaltung stand unter der Schirmherrschaft der japanischen Botschaft in Athen.
Die Wahl des Standortes für den neu zu schaffenden japanischen Garten fiel auf eine 3500 Quadratmetern große Fläche, die von den Straßen Leoforos Vasileos Alexandrou, Odos Michalakopoulou und Odos Niriidon begrenzt wird. Auf der gegenüberliegenden Straßenseite der Odos Michalakopoulou befindet sich die Athener Nationalgalerie. Der Standort wurde ausgewählt, da er nördlich von Häusern liegt, die während der heißen Sommertemperaturen in Athen ausreichend Schatten spenden. Dadurch sind für die Pflanzen optimale Bedingungen gegeben. An der Stelle des neuen japanischen Gartens befand sich zuvor der Nereiden-Park, eine Grünfläche, die über Jahre vernachlässigt wurde. So mussten zu Beginn der Arbeiten 180 Kubikmeter Bauschutt abtransportiert und im Gegenzug 350 Kubikmeter neue Mutterboden in den Park verbracht werden.
Die Anlage des Japanischen Gartens Athen erfolgte nach Plänen des Landschaftsarchitekten Antonis Skordilis und seinem Team von der Firma Ecoscapes, die auch für die Umsetzung verantwortlich waren und zudem das Beleuchtungskonzept entwickelten. Zur neu gestalteten Anlage gehören Elemente aus verschiedenen Epochen der japanischen Gartentradition. So gibt es Bereiche mit üppiger Vegetation, beschnittenen Büschen, Wasser, Felsen, kleine Hügel, Wege mit Kieselsteinen, Steinlaternen, Sitzgelegenheiten aus Granit und ein Torii. Bei den Pflanzen finden sich sowohl typisch japanische Arten wie Fächer-Ahorne, Japanische Blütenkirschen und Bambus, aber auch mediterrane Pflanzen wie Engelwurzen, Myrte, Lorbeer. Zum Garten gehören 50 Bäume, darunter einige, die dort bereits seit Jahren stehen. Hinzu kommen 1200 neue Sträucher und neu ausgebrachte 600 kleinere Pflanzen. Die moderne Bewässerungssystem mit entsprechender Sensortechnik sorgt dafür, dass Regenwasser gut aufgenommen werden kann und nur bei Bedarf eine Bewässerung erfolgt.
Der Park wurde am 9. November 2021 in Gegenwart des Athener Bürgermeisters Kostas Bakogiannis und des japanischen Botschafters Nakayama Yasunori eingeweiht. Der offen gestaltete Garten ist rund um die Uhr zugänglich.